# Bobby Almond
Robert "Bobby" Ronald Almond (Londres, 16 de abril de 1951) é um ex-futebolista inglês naturalizado neozelandês, que atuava como defensor.

## Carreira
Bobby Almond fez parte do elenco da histórica Seleção Neozelandesa de Futebol da Copa do Mundo de 1982. 